# La Matilla
La Matilla település Spanyolországban, Segovia tartományban. La Matilla Rebollo, San Pedro de Gaíllos, Valleruela de Sepúlveda, Orejana, Valleruela de Pedraza és Pedraza községekkel határos. Lakosainak száma 71 fő (2024).

## Népesség
A település népessége az elmúlt években az alábbi módon változott:
| Lakosok száma | 111  | 114  | 116  | 104  | 101  | 96   | 98   | 84   | 77   | 71   |
|               | 2001 | 2004 | 2007 | 2009 | 2012 | 2014 | 2017 | 2019 | 2022 | 2024 |